# Diecezja Daule
Diecezja Daule (łac. Dioecesis Daulensis) – diecezja Kościoła rzymskokatolickiego w Ekwadorze. Należy do metropolii Guayaquil. 
2 lutego 2022 została erygowana przez papieża Franciszka z części archidiecezji Guayaquil.

## Biskupi diecezjalni
- Krzysztof Kudławiec